# Рагби 15 репрезентација Бермуда
Рагби јунион репрезентација Бермуда је рагби јунион тим који представља прекоморску територију Уједињеног Краљевства Бермуди у овом екипном контактном спорту. Први званичан тест меч рагбисти Бермуда одиграли 1975. и победили су Јамајку 16-10. Најтежи пораз рагбистима Бермуда нанела је Рагби јунион репрезентација Чилеа 1997. 65-8. 

## Тренутни састав
Пол Добинсон
Томас Гринслејд
Дастин Арчибалд
Дејвид Роурке
Дерек Хурди
Ендру Хук
Хенри Педисон
Питер Данкерли - капитен
Томас Хикли
Ијан Хендерсон
Џек Елисон
Паул Дејвис
Том Едвардс
Невил Зуил
Дејвид Прингл
Јахан Цеденио
Мајк Вилијамс
Алдо Кембел
Тони Вард
Дерен Ричардсон
Стивен Хасбендс
Крис Нејлор